# Mexická revoluce

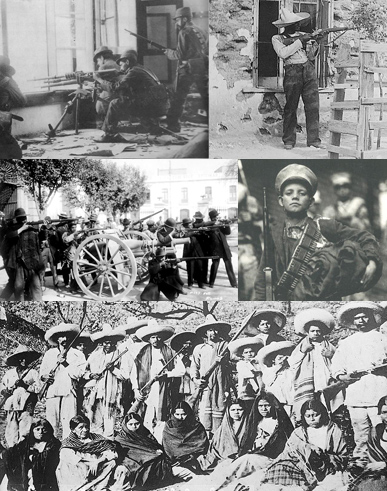
Koláž výjevů z revoluce

Mexická revoluce byl vojensko-politický proces, který v roce 1910 začal jako vzpoura proti diktatuře Porfirio Díaze a nakonec, po mnoha peripetiích, skončil spory mezi jednotlivými povstaleckými skupinami ukončenými až ve 30. letech 20. století. Klíčovými postavami revoluce byli Francisco Madero, Venustiano Carranza, Álvaro Obregón, Pancho Villa a Emiliano Zapata. Zapatova rolnická skupina byla nejlevicovější.

## Vývoj
Od roku 1876 vládl v Mexiku diktátor Porfirio Díaz. Odpor k jeho vládě rostl a Díaz veřejně přislíbil demokratické volby, ve kterých nebude kandidovat. Slib však nesplnil a favorita voleb vykázal do Evropy. To zapůsobilo jako rozbuška. Opozice vyhlásila 20. listopadu 1910 povstání. Do jeho čela se postavil Francisco Madero, který bývá označován za liberála, avšak k jeho rétorice patřil i boj proti zahraničnímu kapitálu a pozemková reforma. Revoluční jednotky poměrně rychle a snadno zvítězily. V květnu 1911 byl Madero zvolen novým prezidentem. Tím skončila první fáze revoluce. Za součást revoluce však bývají označovány i děje, které následovaly, byť se historikové na datu konce revolučního procesu většinou neshodnou.
Madero se pokusil v čele země realizovat pozemkovou reformu, avšak čelil kritice zprava i zleva. Nakonec ho smetl pravicový vojenský převrat. Začátkem roku 1913 byl zavražděn, a to na příkaz vojáka a konzervativního politika Victoriano Huerty. Ten se také postavil do čela země. Odpor proti Huertovi je považován za druhou fázi revoluce. Opozice měla tentokrát více center. Jednomu dominoval guvernér státu Coahuila Venustiano Carranza (tzv. Konstitucionální armáda), dalšímu voják Álvaro Obregón a levicovým skupinám velel Pancho Villa. Další centrum bylo na jihu země, zde rolnické povstalce vedl Emiliano Zapata (heslo "Viva Zapata" je dodnes populárním). Huerta měl podporu Spojených států amerických, které v roce 1914 v jeho prospěch vojensky intervenovaly (okupace Veracruzu). Vměšování Američanů vzbudilo nevoli v celé zemi a spíše sjednotilo protihuertovskou opozici. Huerta tlaku povstalců odolával do roku 1914, poté prchl do USA. To byl konec druhé fáze revoluce.
Další vývoj se už vyznačoval mimořádnou nepřehledností. Mezi huertovskou opozicí totiž začaly ozbrojené střety. Zapata uzavřel spojenectví s Villou a zahájil boj proti Carranzovi s Obregónem. Levice ovládla načas i Ciudad de México. Carranza se však spojil s dělnickým hnutím a odbory (tzv. rudými pluky) a v roce 1916 byli Zapata s Villou poraženi. Časem byli oba i zabiti (Zapata roku 1919). V roce 1917 pak byla ve městě Santiago de Querétaro přijata nová Ústava, která část půdy předala malým rolníkům, dala sociální práva zejména dělníkům (osmihodinová pracovní doba atp.) a zakazovala cizincům nabývat v Mexiku majetek. Přijetí ústavy je dalším mezníkem, kterým někteří ohraničují konec revoluce.
Poté však začaly spory i mezi Carranzou a Obregónem. Carranza byl zvolen prezidentem, zatímco Obregón se cítil upozaděný. V roce 1920 měli proti sobě kandidovat na prezidenta, avšak Obregón ještě před volbami (údajně kvůli obavám z volebních machinací) provedl vojenský převrat, během nějž byl Carranza obregonovci zavražděn. Obregón se ujal prezidentského úřadu. Svým ekonomickým nacionalismem výrazně zhoršil vztahy s USA, avšak ty se mu kolem roku 1923 podařilo urovnat. Trvale zlé byly naopak vztahy s Vatikánem, kterému se nelíbilo, že Ústava z roku 1917 provedla jednostrannou odluku státu a církve, omezila přístup katolické církve do škol a také k majetku. Vatikán svou kritiku, na rozdíl od USA, stále zesiloval, což vedlo ke vzniku hnutí radikálních katolíků, zejména na venkově (tzv. cristeros). Odpor cristeros mimořádně zesílil, když roku 1924 vystřídal Obregóna v prezidentském úřadě další voják Plutarco Elías Calles, který nasadil ještě ostřejší kurz proti katolické církvi. Roku 1927 již odpor cristeros přerostl v regulérní občanskou válku. Obregón v roce 1928 znovu kandidoval na prezidenta, ve volbách vyhrál, ale než mohl do úřadu nastoupit, byl zavražděn katolickým radikálem. Tím zmizela ze scény poslední velká postava Mexické revoluce.
Calles založil roku 1929 Národní revoluční stranu (Partido Nacional Revolucionario), jejímž prostřednictvím ovládal Mexiko až do poloviny 30. let, byť prezidenty bylo několik jiných politiků, povětšinou Callesových loutek (Emilio Portes Gil, Pascual Ortiz Rubio, Abelardo Rodríguez). V roce 1934 Calles do prezidentského úřadu dosadil Lázaro Cárdenase. Ten však Callesovi rychle přerostl přes hlavu, zbavil ho vlivu a nakonec přinutil k exilu v USA. Roku 1938 Cárdenas přejmenoval svou stranu na Mexickou revoluční stranu (Partido Revolucionario Mexicano). Cárdenas také prohlásil, že nastoluje tzv. "revoluční režim", čímž měla revoluce "definitivně zvítězit". Tento výsledek revoluce, tedy režim založený na etatismu, nacionalismu, korporativismu, vládě jedné strany, silném modernizačním étosu, silné roli odborů a určitých vztazích ke komunismu (viz Cárdenasův obdiv k Trockému), trval v Mexiku až do roku 1997. Součástí režimu byla ideologie zvaná "revoluční nacionalismus" a její součástí byl zase oficiální výklad revoluce, v němž byla upozaděna postava Franciska Madery a vysoko byly naopak vyzdviženy postavy Pancho Villy a Emiliana Zapaty. Po roce 1997 začalo přibývat alternativních výkladů revoluce, ta však zůstává jádrem moderní mexické národní identity.